# Paris–Roubaix 2015
Das Radrennen Paris–Roubaix 2015 war die 113. Austragung des Radsportklassikers. Sieger wurde der Deutsche John Degenkolb. Damit war er nach Josef Fischer, der die erste Austragung 1896 gewonnen hatte, der zweite deutsche Sieger von Paris–Roubaix.

## Streckeninformationen

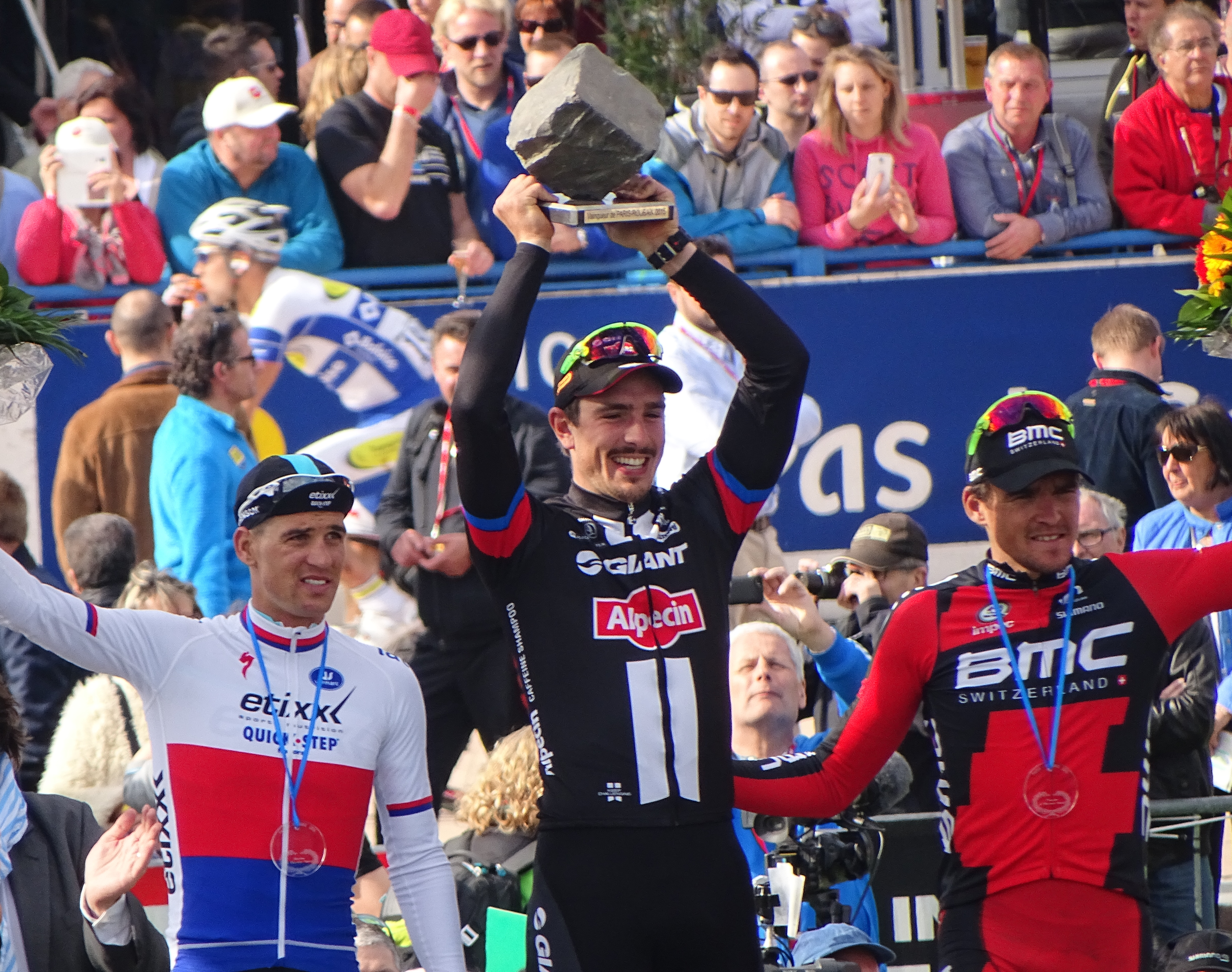
Das Siegerpodest in Roubaix (v. l. n. r.): Zdeněk Štybar, John Degenkolb, Greg Van Avermaet

Das Rennen fand am Sonntag, den 12. April 2015, statt und wurde in Compiègne gestartet. Die Streckenlänge betrug 253,5 Kilometer, davon führten 52,7 Kilometer über Pavé-Sektoren. Es herrschte strahlender Sonnenschein und Rückenwind. Regen und Staub blieben aus.

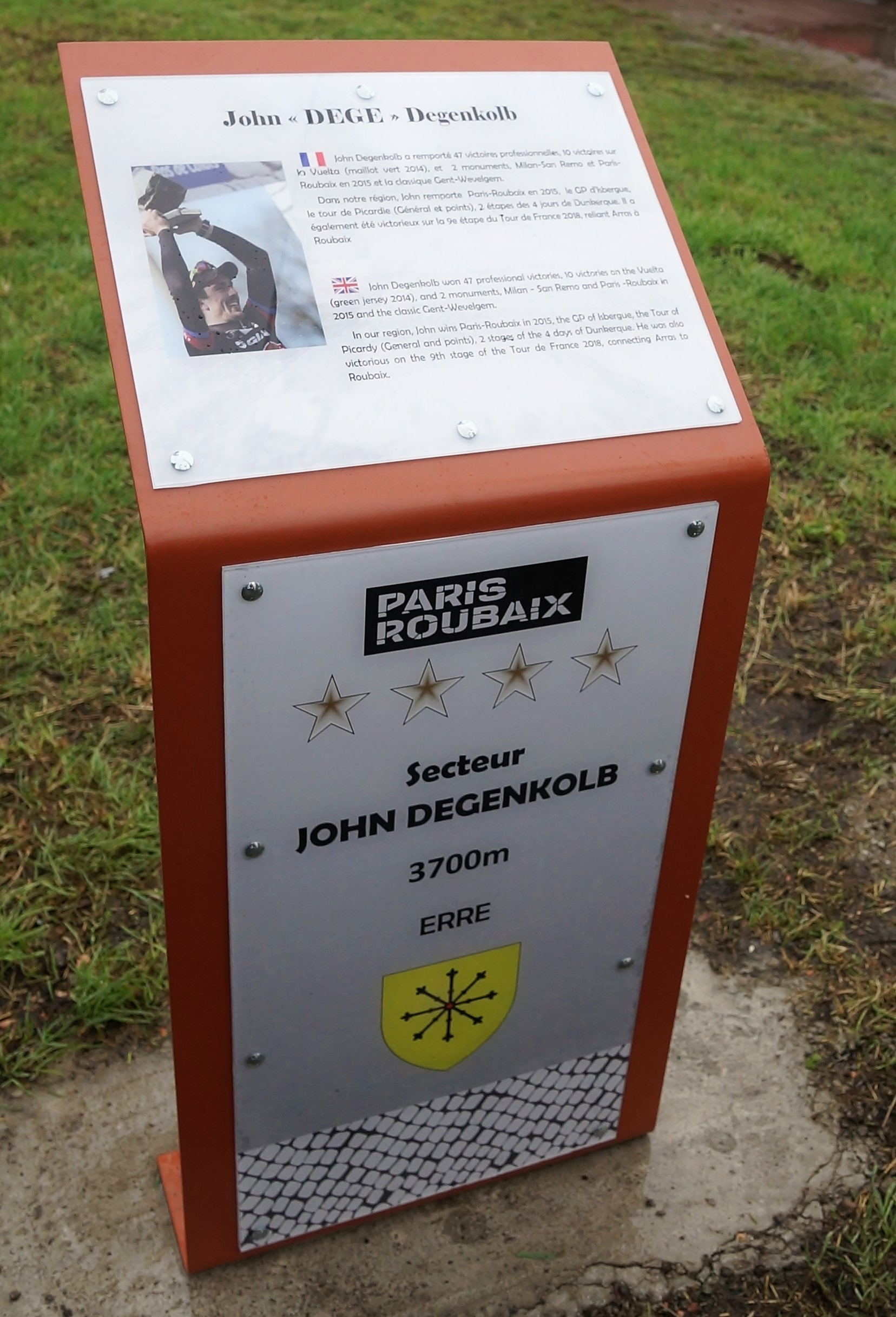
Stele des John-Degenkolb-Sektors (seit 2020)

| #  | Sektorname                    | Kilometer vor Ziel | Länge | Schwierigkeit |
| -- | ----------------------------- | ------------------ | ----- | ------------- |
| 27 | Troisvilles à Inchy           | 155                | 2,2   | ★★★           |
| 26 | Viesly à Quiévy               | 148,5              | 1,8   | ★★★           |
| 25 | Quiévy à Saint-Python         | 145,5              | 3,7   | ★★★★          |
| 24 | Saint-Python                  | 141                | 1,5   | ★★            |
| 23 | Verchain-Maugré à Quérénaing  | 133                | 2,3   | ★★★           |
| 22 | Verchain-Maugré à Quérénaing  | 123,5              | 1,6   | ★★★           |
| 21 | Quérénaing à Maing            | 120                | 2,5   | ★★★           |
| 20 | Maing à Monchaux-sur-Écaillon | 117                | 1,6   | ★★★           |
| 19 | Haveluy à Wallers             | 104                | 2,5   | ★★★★          |
| 18 | Trouée d’Arenberg             | 95,5               | 2,3   | ★★★★★         |
| 17 | Wallers à Hélesmes            | 89,5               | 1,6   | ★★★           |
| 16 | Hornaing à Wandignies-Hamage  | 82,5               | 3,7   | ★★★★          |
| 15 | Warlaing à Brillon            | 75                 | 2,4   | ★★★           |
| 14 | Tilloy – Sars-et-Rosières     | 72                 | 2,4   | ★★★★          |
| 13 | Beuvry-la-Forêt–Orchies       | 65,5               | 1,4   | ★★★           |
| 12 | Orchies                       | 60,5               | 1,7   | ★★★           |
| 11 | Auchy-lez-Orchies à Bersée    | 54,5               | 2,7   | ★★★★          |
| 10 | Mons-en-Pévèle                | 49                 | 3     | ★★★★★         |
| 9  | Mérignies à Avelin            | 43                 | 0,7   | ★★            |
| 8  | Pont-Thibaut à Ennevelin      | 39,5               | 1,4   | ★★★           |
| 7  | Moulin-de-Vertain             | 223,3              | 0,5   | ★★            |
| 6  | Cysoing à Bourghelles         | 229,8              | 1,3   | ★★★           |
| 6  | Bourghelles à Wannehain       | 232,3              | 1,1   | ★★★           |
| 5  | Camphin-en-Pévèle             | 20                 | 1,8   | ★★★★          |
| 4  | Carrefour de l’Arbre          | 17                 | 2,1   | ★★★★★         |
| 3  | Gruson                        | 15                 | 1,1   | ★★            |
| 2  | Willems à Hem                 | 8                  | 1,4   | ★★            |
| 1  | Espace Charles Crupelandt     | 1,5                | 0,3   | ★             |
|    | Ziel                          | 253,5              | 52,7  |               |

## Peloton
Unter den 200 Startern befanden sich 20 deutsche Fahrer, vier Schweizer und zwei Österreicher. Als Favoriten auf den Sieg nannte radsport-news.com den Norweger Alexander Kristoff, den Slowaken Peter Sagan, den Niederländer Niki Terpstra, den Deutschen John Degenkolb sowie den Briten Bradley Wiggins. Der Weltmeister, Olympia- und Tour-de-France-Sieger Wiggins hatte angekündigt, mit Paris–Roubaix sein letztes Rennen auf der Straße zu bestreiten, bevor er sich mit Hinblick auf die Olympischen Spiele 2016 in Rio de Janeiro auf die Bahn konzentrieren wollte.
| WorldTeams (17)- AG2R La Mondiale - Astana - BMC Racing Team - Cannondale-Garmin - Etixx-Quick Step - FDJ - Giant-Alpecin - IAM Cycling - Katusha - Lampre-Merida - Lotto NL-Jumbo - Lotto-Soudal - Movistar Team - Orica-GreenEDGE - Sky - Tinkoff-Saxo - Trek Factory Racing Professional Continental Teams (8)- Bora-Argon 18 - Bretagne-Séché Environnement - Cofidis, Solutions Crédits - Europcar - MTN-Qhubeka - Topsport Vlaanderen-Baloise - UnitedHealthcare - Wanty-Groupe Gobert |
| |

## Rennverlauf

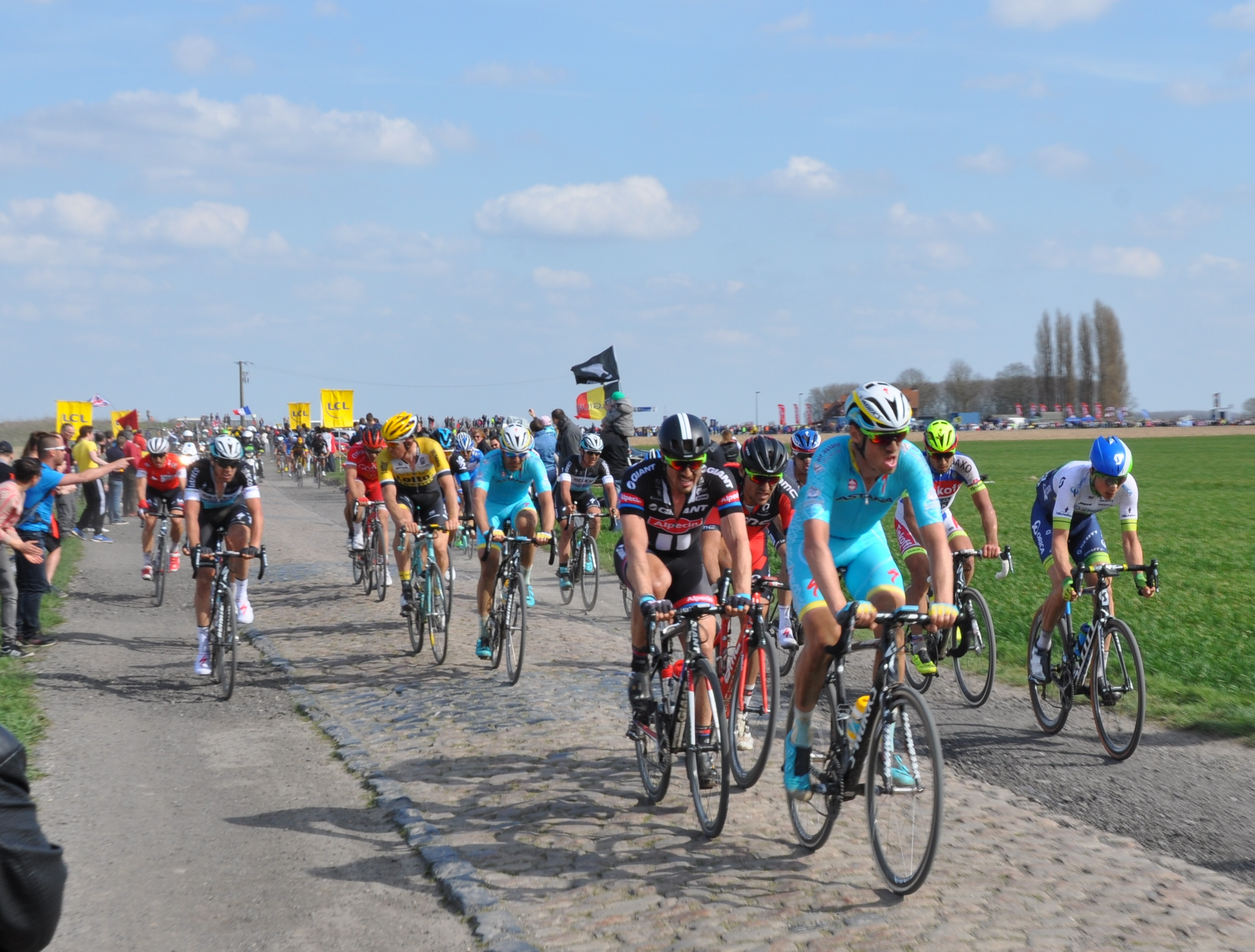
Das Fahrerfeld bei Gruson, mit John Degenkolb (schwarzes Trikot) an zweiter Stelle fahrend

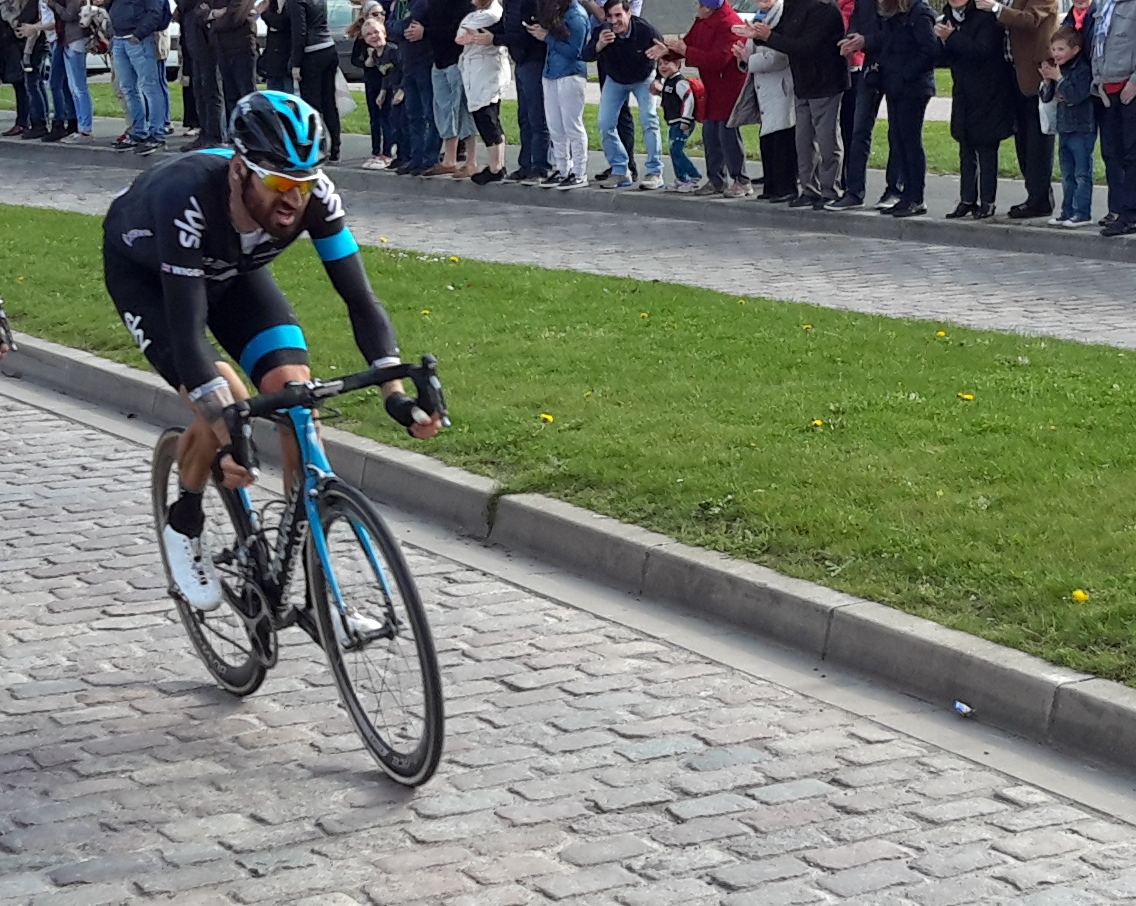
Bradley Wiggins belegte bei seinem letzten UCI-WorldTour-Rennen Platz 18

Nach einer anfänglichen Attacke von fünf Fahrern setzte sich nach 34 Kilometern die neunköpfige Ausreißergruppe des Tages ab: Grégory Rast, Adam Blythe, Alexis Gougeard, Aleksejs Saramotins, Pierre-Luc Périchon, Tim Declercq, Sean De Bie, Frederik Backaert und Ralf Matzka. Ihr Maximalvorsprung betrug 9:40 Minuten bei Kilometer 76.
Die erste Kopfsteinpflaster-Passage nach 98,5 Kilometern erreichte das Peloton etwa acht Minuten nach der Ausreißergruppe. In Pavé-Sektor 26 stürzte Stijn Devolder, der daraufhin aufgeben musste. Das Peloton erreichte den Wald von Arenberg mit 5:50 Minuten Rückstand auf die Spitzengruppe.
An einem Bahnübergang bei Kilometer 162 (Pont Gibus) senkten sich die Schranken unmittelbar vor dem Hauptfeld. Ein Großteil der Fahrer umkurvte die Schranken, der hintere Teil des Feldes blieb stehen. Dies führte zu einer Teilung des Pelotons. Daraufhin drosselte die Jury das Tempo des Pelotons, sodass der abgehängte Teil wieder aufschließen konnte. Kein Fahrer wurde disqualifiziert, obwohl nach dem Reglement alle Fahrer hätten disqualifiziert werden müssen, welche die roten Ampeln am Bahnübergang überfahren hatten.
Nach 164 Kilometern stürzte der mitfavorisierte Geraint Thomas vom Team Sky an einem Bordstein, nachdem sein Team viel Führungsarbeit geleistet hatte. In Pavé-Sektor 16 erhöhte das Team Etixx-Quick Step das Tempo des Feldes, das weiter auseinandergerissen wurde. Währenddessen verloren De Bie und Périchon aufgrund von Reifenschäden den Anschluss an die Spitzengruppe. Im Sektor Mons-en-Pévèle fielen Blythe und Matzka aus der Spitzengruppe zurück.
45 Kilometer vor dem Ziel attackierte Stijn Vandenbergh aus dem Peloton und nahm die Verfolgung der Ausreißer auf. 33 Kilometer vor dem Ziel schloss Bradley Wiggins zu Vandenbergh auf, anschließend auch Zdeněk Štybar und Jens Debusschere. Die vierköpfige Verfolgergruppe wurde jedoch kurz darauf wieder vom Peloton eingeholt.
Die Ausreißergruppe, zu der zuletzt noch Rast, Saramotins, Backaert und Gougeard gehörten, wurde 22 Kilometer vor dem Ziel eingeholt. In der Folgezeit versuchten mehrere Fahrer vergeblich, sich abzusetzen. Borut Božič und Jürgen Roelandts konnten sich gut 20 Kilometer vor dem Ziel vom Peloton absetzen. Roelandts schüttelte Božič ab und fuhr sich einen Vorsprung von einigen Sekunden heraus, bevor er 14 Kilometer vor dem Ziel wieder gestellt wurde.
Die entscheidende Attacke gelang 12 Kilometer vor dem Ziel Yves Lampaert und Greg Van Avermaet. Bert De Backer setzte mit Verzögerung nach und befand sich zwischen der Spitzengruppe und der Verfolgergruppe. John Degenkolb griff aus der Verfolgergruppe an und fuhr zu seinem Teamkollegen De Backer vor, der noch kurzzeitig eine Ablösung für Degenkolb fuhr. Anschließend nahm Degenkolb als Solist die Verfolgung des Spitzenduos auf, das er 7 Kilometer vor dem Ziel einholte.
Die beiden Belgier stellten aufgrund Degenkolbs Sprintstärke daraufhin die Führungsarbeit ein. 3,2 Kilometer vor dem Ziel sprang Štybar zum Spitzentrio vor. Auf der letzten gepflasterten Allee in Roubaix schafften Lars Boom, Martin Elmiger und Jens Keukeleire den Anschluss.
Zu siebt zogen die Führenden in die Radrennbahn von Roubaix ein. Lampaert spannte sich vor seinen Teamkollegen Štybar, dahinter reihte sich Degenkolb ein. Vor der letzten Kurve setzte Degenkolb zum Sprint an, zog in der Kurve an Štybar vorbei und gewann das Rennen. Die weiteren Podestplätze belegten Štybar und Van Avermaet.
Insgesamt kamen 133 Fahrer von 200 Startern innerhalb der Karenzzeit ins Ziel. Unter den Fahrern, die das Rennen aufgegeben oder das Zeitlimit überschritten hatten, befanden sich Robert Förster, Shane Archbold, Matthew Goss, Gerald Ciolek, Theo Bos und Iljo Keisse.

## Ergebnis
| \| Gesamtwertung \| Gesamtwertung \| Gesamtwertung \| Gesamtwertung \| Gesamtwertung \| \| Fahrer \| Fahrer \| Land \| Team \| Zeit \| \| ------------- \| ------------------ \| ---------------------- \| ---------------- \| --------------- \| \| 1. \| John Degenkolb \| Deutschland \| Giant-Alpecin \| 5 h 49 min 51 s \| \| 2. \| Zdeněk Štybar \| Tschechien \| Etixx-Quick Step \| + 0 s \| \| 3. \| Greg Van Avermaet \| Belgien \| BMC Racing Team \| + 0 s \| \| 4. \| Lars Boom \| Niederlande \| Astana \| + 0 s \| \| 5. \| Martin Elmiger \| Schweiz \| IAM Cycling \| + 0 s \| \| 6. \| Jens Keukeleire \| Belgien \| Orica-GreenEDGE \| + 0 s \| \| 7. \| Yves Lampaert \| Belgien \| Etixx-Quick Step \| + 7 s \| \| 8. \| Luke Rowe \| Vereinigtes Königreich \| Team Sky \| + 28 s \| \| 9. \| Jens Debusschere \| Belgien \| Lotto-Soudal \| + 29 s \| \| 10. \| Alexander Kristoff \| Norwegen \| Katusha \| + 31 s \| |                    |                        |                  |                 |
| |                    |                        |                  |                 |
| Quelle: ProCyclingStats |                    |                        |                  |                 |
| Gesamtwertung |                    |                        |                  |                 |
| Fahrer | Fahrer             | Land                   | Team             | Zeit            |
| 1. | John Degenkolb     | Deutschland            | Giant-Alpecin    | 5 h 49 min 51 s |
| 2. | Zdeněk Štybar      | Tschechien             | Etixx-Quick Step | + 0 s           |
| 3. | Greg Van Avermaet  | Belgien                | BMC Racing Team  | + 0 s           |
| 4. | Lars Boom          | Niederlande            | Astana           | + 0 s           |
| 5. | Martin Elmiger     | Schweiz                | IAM Cycling      | + 0 s           |
| 6. | Jens Keukeleire    | Belgien                | Orica-GreenEDGE  | + 0 s           |
| 7. | Yves Lampaert      | Belgien                | Etixx-Quick Step | + 7 s           |
| 8. | Luke Rowe          | Vereinigtes Königreich | Team Sky         | + 28 s          |
| 9. | Jens Debusschere   | Belgien                | Lotto-Soudal     | + 29 s          |
| 10. | Alexander Kristoff | Norwegen               | Katusha          | + 31 s          |

## Nachbetrachtung
Laut Spiegel Online habe „sowohl Mut als auch eine taktische Meisterleistung“ Degenkolb zu seinem Sieg verholfen. Er sei „wachsam und an den Schlüsselstellen präsent“ gewesen.
BDR-Präsident Rudolf Scharping sagte: „Ich habe das Rennen im Fernsehen verfolgt und gratuliere John Degenkolb. Das war eine super Leistung, ein taktisch sehr kluges Rennen und eine herausragende Mannschaft - ein großartiger Tag für John, aber auch für den Radsport in Deutschland.“
Das ZDF lud Degenkolb als Studiogast in das aktuelle sportstudio vom 18. April 2015 ein.
Am Tag nach dem Rennen leitete die französische Eisenbahngesellschaft SNCF rechtliche Schritte gegen die Rennfahrer ein, die den geschlossenen Bahnübergang überquert hatten. „Millionen TV-Zuschauer haben dieses extrem gefährliche und unverantwortliche Handeln, das tragisch hätte enden können, live gesehen“, hieß es in der Mitteilung der SNCF an die Behörden: „Wenige Sekunden danach fuhr ein TGV über diesen Abschnitt und hätte das Peloton treffen können.“
2020 wurde der Kopfsteinsektor von Hornaing nach Wandignies-Hamage nach John Degenkolb benannt, auch aufgrund anderer Verdienste, die Degenkolb sich um das Rennen erworben hatte. Er ist der erste Sieger, dem noch während seiner Karriere ein Sektor gewidmet wurde.